# لوين (ألبوم)
لوين هو الألبوم الغنائي الحادي عشر للفنان حميد الشاعري حيث صدر هذا الألبوم من إنتاج شركة هاي كواليتي في العام 1994. كما شاركت المطربة أميرة بالغناء في أغنيتي ياريت وكتبتك. أغنية فكرة أولي هي خليط بين أغنيتي سمرة وحبيبة من ألبوم أكيد. الهندسة الصوتية  م.أحمد جودة. تم التسجيل والمكساج باستوديو إم ساوند.

## محتويات الألبوم
| ألأغنيات    | ألكلمات       | ألألحان          | التوزيع الموسيقي |
| ----------- | ------------- | ---------------- | ---------------- |
| لوين        | ناصر المزداوي | ناصر المزداوي    | حميد الشاعري     |
| قلبي النونو | مصطفي زكي     | حميد الشاعري     | حميد الشاعري     |
| ياريت       | ناصر المزداوي | ناصر المزداوي    | حميد الشاعري     |
| يا عيونك    | عادل عمر      | حميد الشاعري     | حميد الشاعري     |
| فكرة أولي   | صلاح الشيخ    | المغرب العربي    | حميد الشاعري     |
| طاحت        | محمد القصاص   | حميد الشاعري     | حميد الشاعري     |
| نجم الليل   | عادل عمر      | حميد الشاعري     | حميد الشاعري     |
| يا تهدي     | عنتر هلال     | إسماعيل البلبيسي | حميد الشاعري     |

## العازفون
- العازفين حسب الآلة الموسيقية :

| ألألة الموسيقية | اسم العازف   | * فرقة حميد الشاعري |
| كيبورد          | حمادة نبيل   | *                   |
| جيتار           | محمد مبروك   | *                   |
| باص جيتار       | علوي سليمان  | *                   |
| درامز           | أشرف سمير    | *                   |
| بركشن           | عبد الراضي   | *                   |
| أوكورديون       | فاروق حسن    |                     |
| كوله            | إبراهيم فتحي |                     |
| إيقاع           | خالد جمعة    |                     |
| نقرزان          | علي كلاي     |                     |
| مزمار           | عطية خليل    |                     |
| ساكس            | رأفت ميزو    |                     |